# 분 리에우
분 리에우(베트남어: bún riêu)는 베트남의 국수 요리이다.

## 이름
베트남어 "분(bún)"은 가는 쌀국수를 뜻하며, "리에우(riêu)"는 생선이나 게를 우려 만든 신맛 나는 국물을 뜻한다.

## 종류

### 분 리에우 까
분 리에우 까(bún riêu cá)는 생선을 넣어 만든 분 리에우이다.

### 분 리에우 꾸어
분 리에우 꾸어(bún riêu cua)는 게를 넣어 만든 분 리에우이다. 베트남의 논에서 사는 민물 게 종류인 소만니아텔푸사 시넨시스(Somanniathelphusa sinensis)가 주로 쓰인다.

### 분 리에우 똠
분 리에우 똠(bún riêu tôm)은 새우를 넣어 만든 분 리에우이다.

### 분 리에우 옥
분 리에우 옥(bún riêu ốc)은 달팽이를 넣어 만든 분 리에우이다.

## 같이 보기
- 후띠에우